# Paul Schweinester
Paul Schweinester (geboren 1985 in Innsbruck) ist ein österreichischer Opernsänger der Stimmlage Tenor.

## Karriere
Schon früh konnte Paul Schweinester bei den Wiltener Sängerknaben ausgebildet von Johannes Stecher professionelle Erfahrungen als Sopransolist sammeln, bei den Tiroler Festspielen Erl, als Prinz Yamadori in Madama Butterfly in Mumbai, an der Wiener Kammeroper und bei den Wiener Festwochen als Romeo in einer Oper von Georg Anton Benda mit Neukompositionen von Ulrich Krah. Von 2009 bis 2013 war Schweinester Ensemblemitglied der Wiener Volksoper und trat dort in Musicals, Revuen, Operetten und Opern auf. Er war unter anderem der Freddy in My Fair Lady, der Knirps in Hans Werner Henzes Wundertheater, der Wenzel in der Verkauften Braut und der Pedrillo in Die Entführung aus dem Serail. Sein Studium an der Universität für Musik und darstellende Kunst Wien schloss er 2012 mit dem Magister-Titel ab.
Im Sommer 2012 gehörte er dem Young Singers Project der Salzburger Festspiele an und sang den Monostatos in einer Zauberflöten-Produktion für Kinder, sowie kleinere Rollen in den großen Festspielproduktionen Die Soldaten und La Bohème. 2013 verkörperte er in der Uraufführung von Friedrich Cerhas Onkel Präsident am Münchner Gärtnerplatz-Theater den Fahrradboten Josef Powolny, worauf er gleich eingeladen wurde, in der Uraufführung der Oper Der Flaschengeist von Wilfried Hiller in der Philharmonie am Gasteig in München den Keawe zu singen und zu spielen.
2014 startete seine internationale Karriere als Brighella in Ariadne auf Naxos am Royal Opera House Covent Garden in London sowie zweimal als Pedrillo – konzertant im Festspielhaus Baden-Baden und gleich danach in der Neuinszenierung der Opéra Garnier in Paris. Die deutsche Produktion war mit Diana Damrau und Rolando Villazón prominent besetzt und wurde sogleich als Tonträger veröffentlicht, die französische wurde von Zabou Breitman inszeniert und von Philippe Jordan dirigiert. 2015 folgen sein Debüt an der Mailänder Scala und der Don Basilio in einer Neuinszenierung von Le nozze di Figaro bei den Salzburger Festspielen. 2016 gab er bei den Bregenzer Festspielen in Franco Faccios Amleto den Laertes.
Im Konzertsaal singt Schweinester Lieder von Franz Schubert, Felix Mendelssohn Bartholdy, Johannes Brahms und Benjamin Britten, sowie in zahlreichen Sakralwerken von Johann Sebastian Bach, Wolfgang Amadeus Mozart, Joseph und Michael Haydn. Bachs Magnificat sang er in Meran und Wörgl, Bach-Kantaten im Wiener Musikverein und das Weihnachtsoratorium in Wilden, Michael Haydns Requiem im Wiener Stephansdom, Rossinis Stabat mater in der Bregenzer Kornmarktkirche. Mit dem Liederzyklus Die schöne Müllerin gastierte er auch in den Vereinigten Staaten, mit Haydns Die Jahreszeiten im Eisenstädter Schloss Esterházy, mit Mozarts C-Moll-Messe KV 427 in Le Mans, Anges und Nantes. In Hamburg gab er einen Schubert/Britten-Liederabend mit Lech Napierala am Klavier.

## Aufnahmen (Auswahl)
- Bach: Weihnachtsoratorium. Mit Daniel Schmutzhard (Bass), Paul Schweinester (Tenor), Chor und Solisten der Wiltener Sängerknaben, Academia Jacobus Stainer. Dirigent: Johannes Stecher. (Gramola, CD und DVD)
- Mozart: Die Entführung aus dem Serail. Mit Diana Damrau (Konstanze), Rolando Villazón (Belmonte), Thomas Quasthoff (Bassa Selim), Anna Prohaska (Blonde), Paul Schweinester (Pedrillo) und Franz-Josef Selig (Osmin). Dirigent: Yannick Nézet-Séguin. Eine Aufzeichnung aus dem Festspielhaus Baden-Baden. (DG)